# Quartiere San Bortolo
San Bortolo è un quartiere del comune italiano di Vicenza, uno dei più settentrionali della città, che fanno parte della Circoscrizione 5. Confina a nord con il quartiere di Laghetto, a sud con il Centro storico, a est con il fiume Astichello e ad ovest con via Durando, poi con via Sant'Antonino che porta al comune di Caldogno.

## Geografia

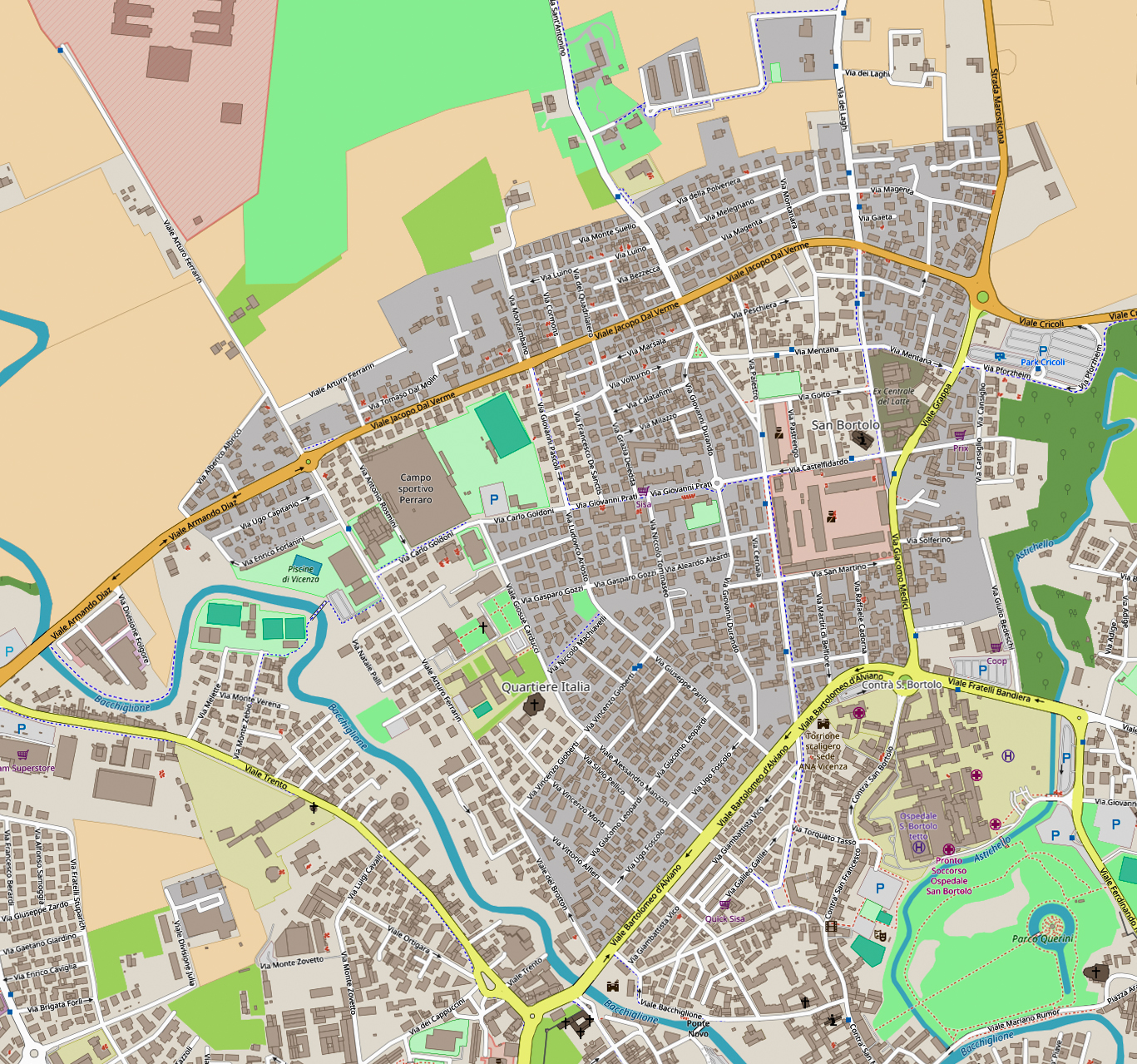
Mappa dei Quartieri San Bortolo (a destra) e Italia (a sinistra)

Il quartiere San Bortolo e il quartiere Italia sono sostanzialmente uniti (v. mappa) e, nell'insieme, così delimitati: a est dall'Astichello, a sud da viale Bartolomeo D'Alviano, a ovest dal Bacchiglione, a nord da zone di campagna, in parte occupate dalla base militare americana Del Din e dal nuovo Parco della Pace di Vicenza. Formalmente sono separati da via Durando che, dopo piazzetta Gioia, continua con via Sant'Antonino.
Il territorio dei due quartieri è totalmente pianeggiante e ricco d'acqua; dalle falde esistenti a poca profondità a suo tempo furono ricavati diversi pozzi artesiani. È intensamente abitato da case e condomini quasi tutti circondati da giardini o aree verdi.

### Toponomastica
Il nome del quartiere fa riferimento alla Porta San Bortolo, costruita intorno al 1435 dalla Repubblica di Venezia, che consentiva l'accesso alla città.

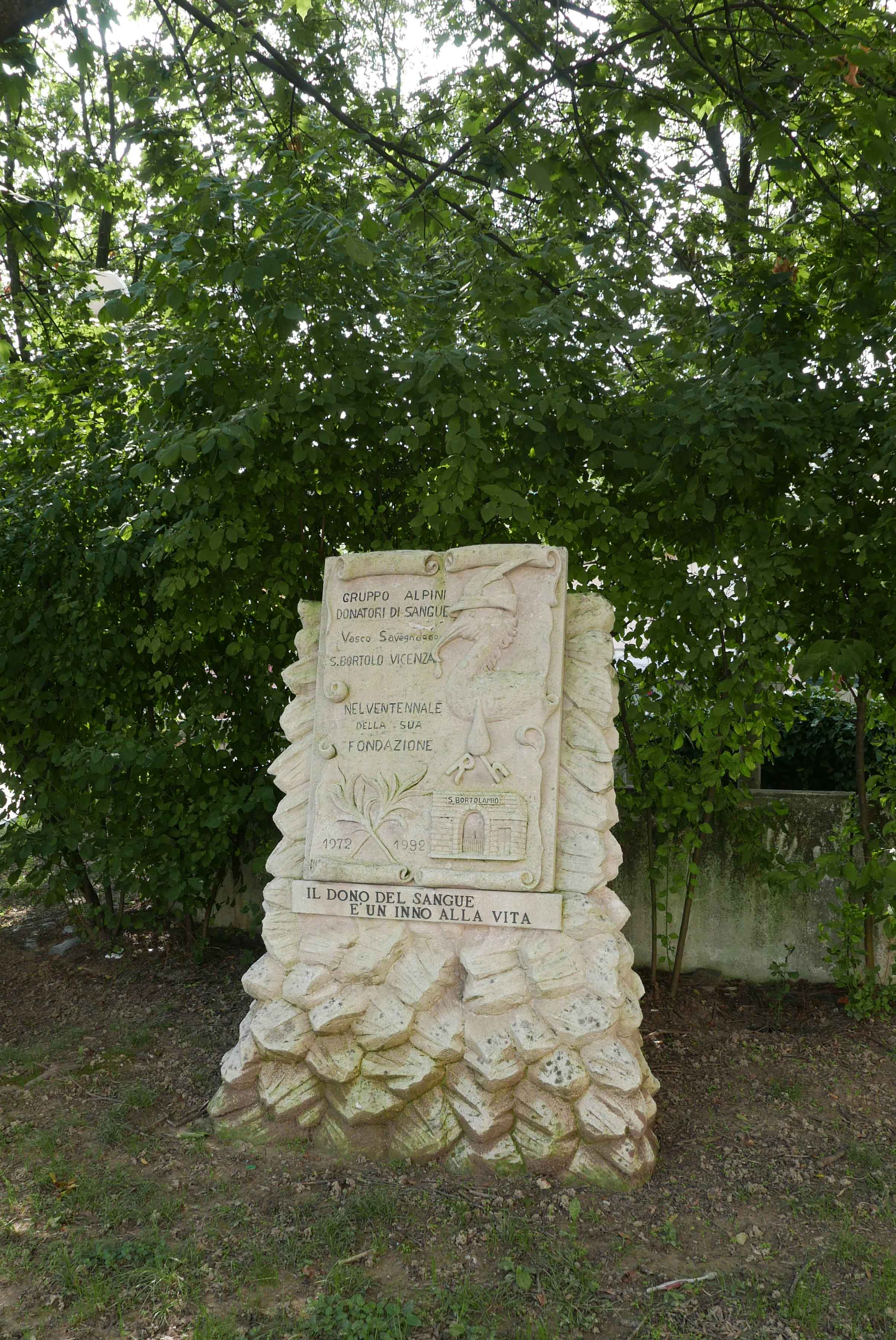
Monumento agli Alpini in piazzetta Gioia

La strada di Sant'Antonino - principale arteria della zona fino al secondo dopoguerra - faceva parte della "coltura di San Marco", cioè della campagna che partiva a ridosso del bastione veneziano compreso fra le porte di Santa Croce e di San Bartolomio e puntava a nord verso Caldogno, attraversava il Bacchiglione su di un ponte di legno fatto costruire dalla famiglia Capra - insignita del marchesato nel 1648 - con lo scopo di raggiungere i propri fondi agricoli e per questo detto Ponte del Marchese.
Il nome Sant'Antonino deriva dalla piccola cappella barocca che sorgeva fino al 1936-37 all'incirca a metà di viale D'Alviano, costruita nel Settecento dal canonico Pagello e dedicata a Sant'Antonio da Padova ma che, per le ridotte proporzioni della statua del santo ivi contenuta, veniva chiamata col diminutivo di "Antonino".
Il centro sociale del quartiere è rappresentato dalla piazzetta Gioia. Alla maggior parte delle vie il Comune ha assegnato il nome di una località o di una persona militare rilevanti nel periodo del Risorgimento nazionale.

## Storia
Non si hanno molti riferimenti fino al Novecento, con l'eccezione dell'attuale Villa Trevisan.
Il quartiere nacque agli inizi del Novecento subito fuori Porta San Bortolo (da cui prende il nome) con gruppi di case - anche popolari - lungo le strade che portano verso Bassano (viale D'Alviano e strada Marosticana) e Caldogno (viale Durando e via Sant'Antonino). 
Fra queste due strade c'era una vasta area - compresa tra le attuali vie Guglielmo Pepe e Mentana - denominata "piazza d'armi", dove durante la prima guerra mondiale si esercitavano le truppe di fanteria e cavalleria. In quest'area, acquistata dal Comune, agli inizi del Novecento fu costruita la caserma "Chinotto"; nella zona di Sant'Antonino venne costruito anche un deposito di munizioni, la "Polveriera militare", di cui una via conserva il nome.

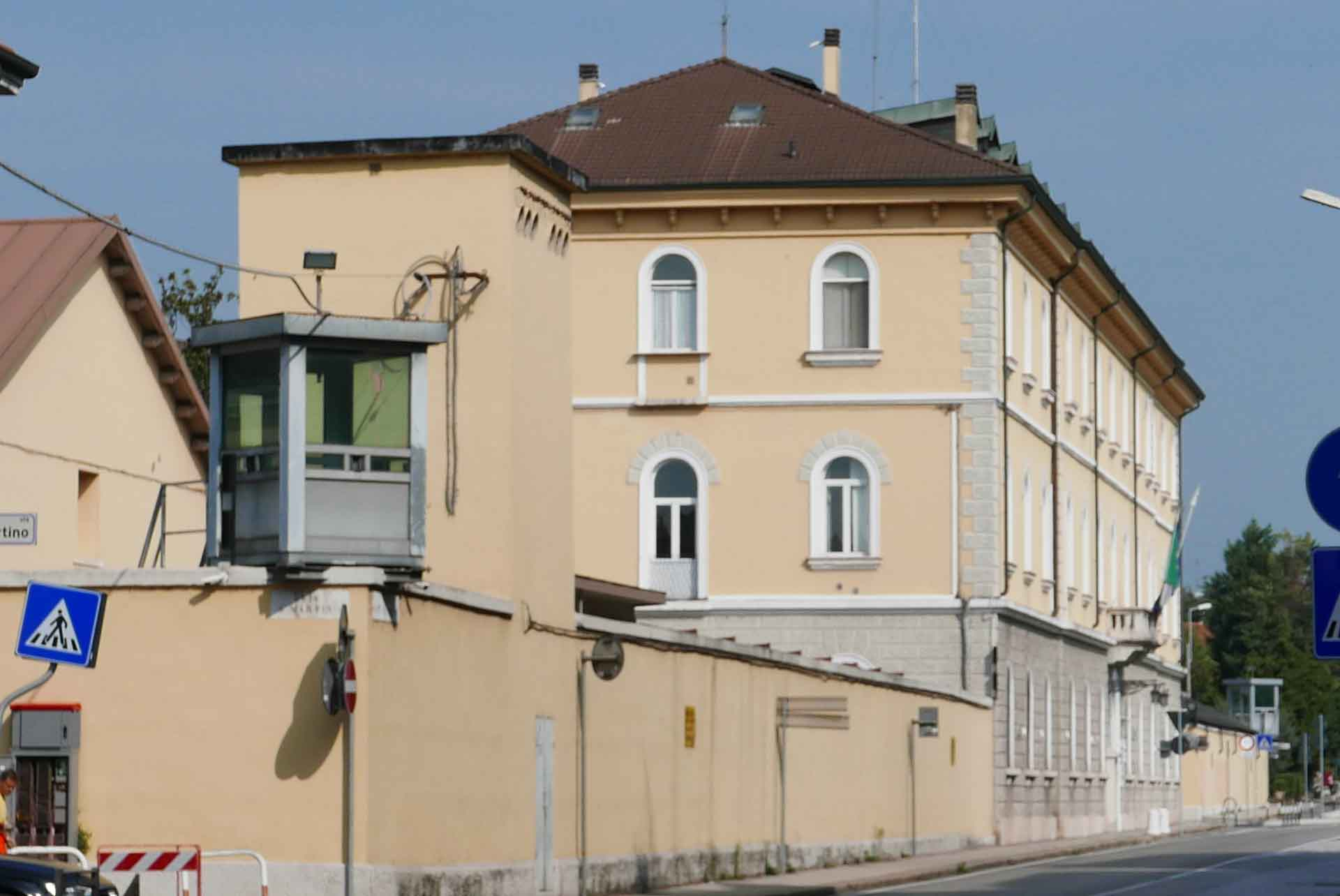
Caserma Chinotto
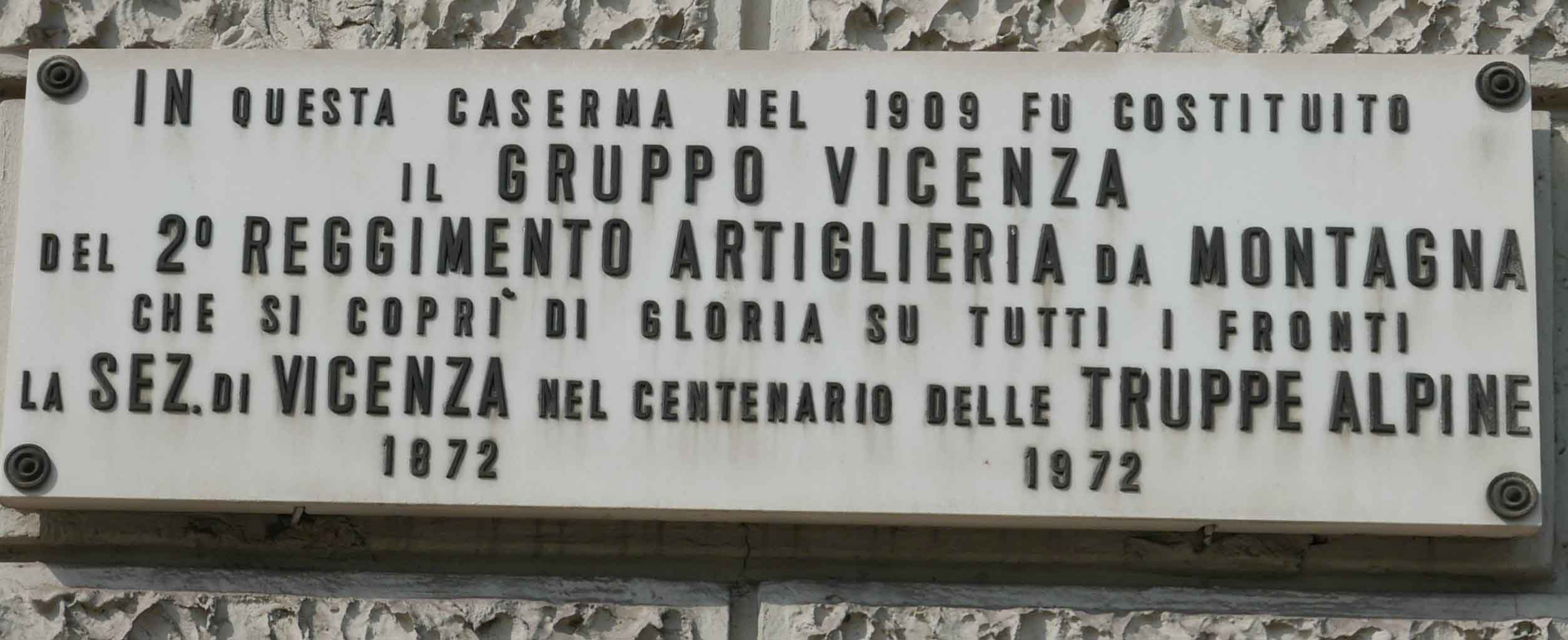
Lapide

L'aeroporto nacque per volontà della provincia e del comune nel 1921 nell'area della piazza d'armi, con la realizzazione di una pista in erba di 500 metri, per permettere all'appena costituito Aeroclub di operare.
Queste opere divennero motivo di due bombardamenti durante la seconda guerra mondiale: il primo durante il giorno di Natale del 1943, il secondo il 18 novembre 1944, che provocò un centinaio di morti nel quartiere.
Nel tratto centrale di via Lamarmora, dietro la caserma, intorno al 1925 il Comune costruì le case popolari dette le "case rosse"; intorno al 1925-30 nella zona furono costruite altre case popolari e la zona fu delimitata dalla nuova arteria, viale Dal Verme, ora parte della circonvallazione nord della città. Negli anni 1930-31 venne costruita nel quartiere la Centrale del latte, ora trasferita presso il casello autostradale Vicenza Est.
A partire dal 1925 e fino alla caduta del fascismo nei documenti ufficiali del Comune la zona venne sempre denominata "Quartiere XXVIII ottobre", la data della marcia su Roma.

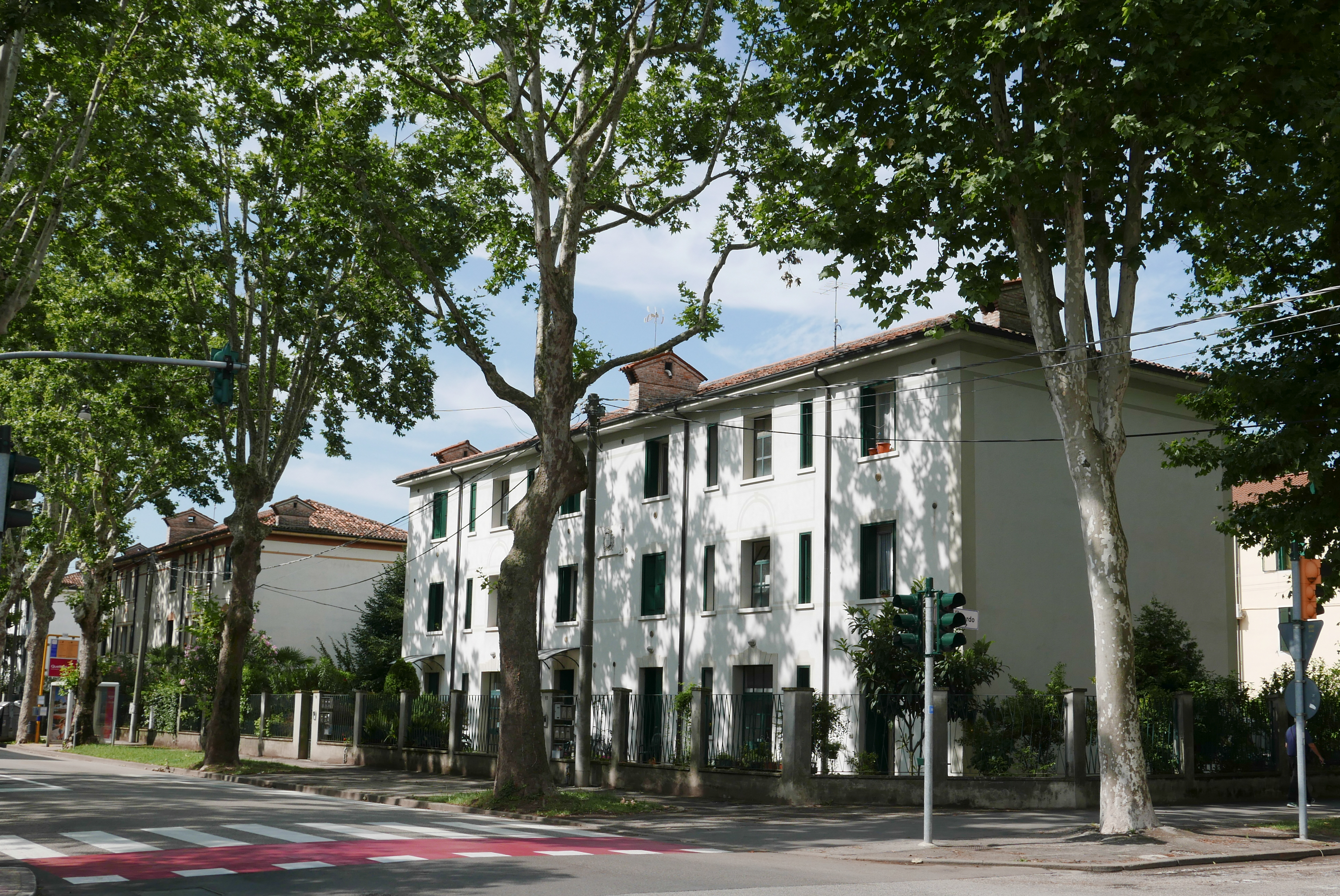
Case rosse
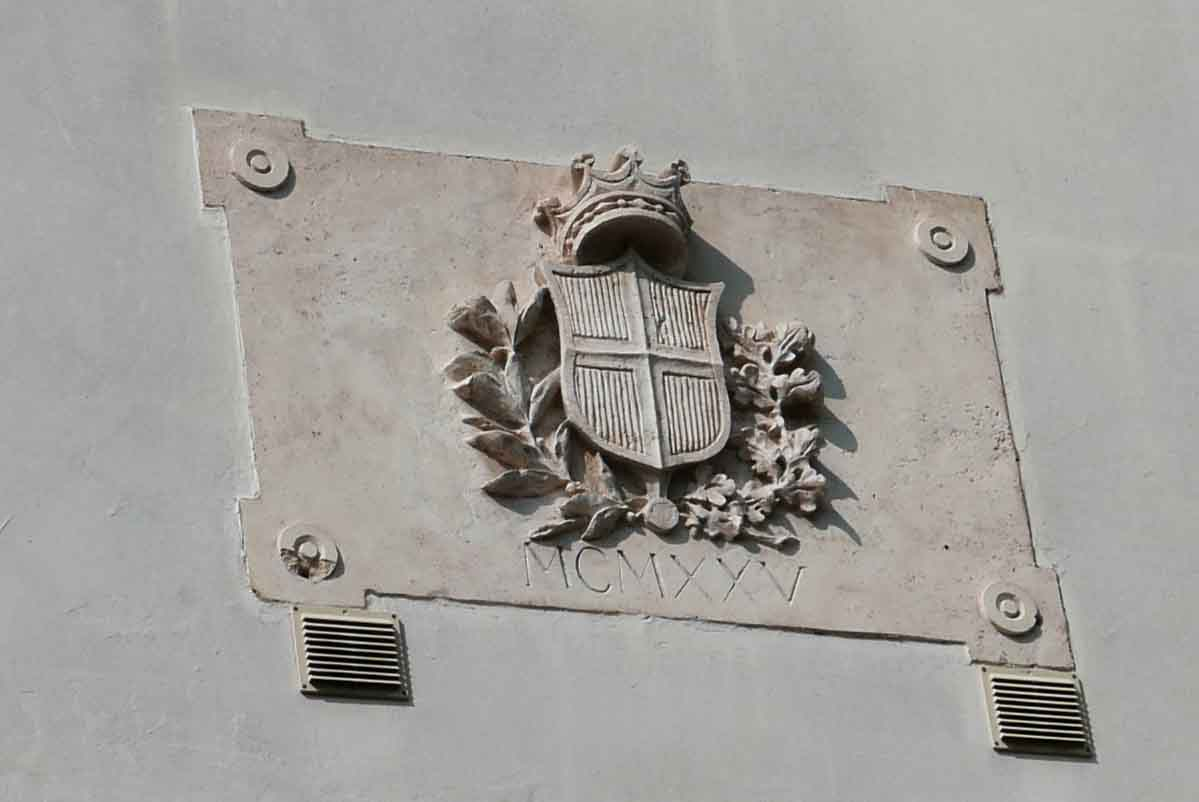
Stemma del Comune e data di costruzione
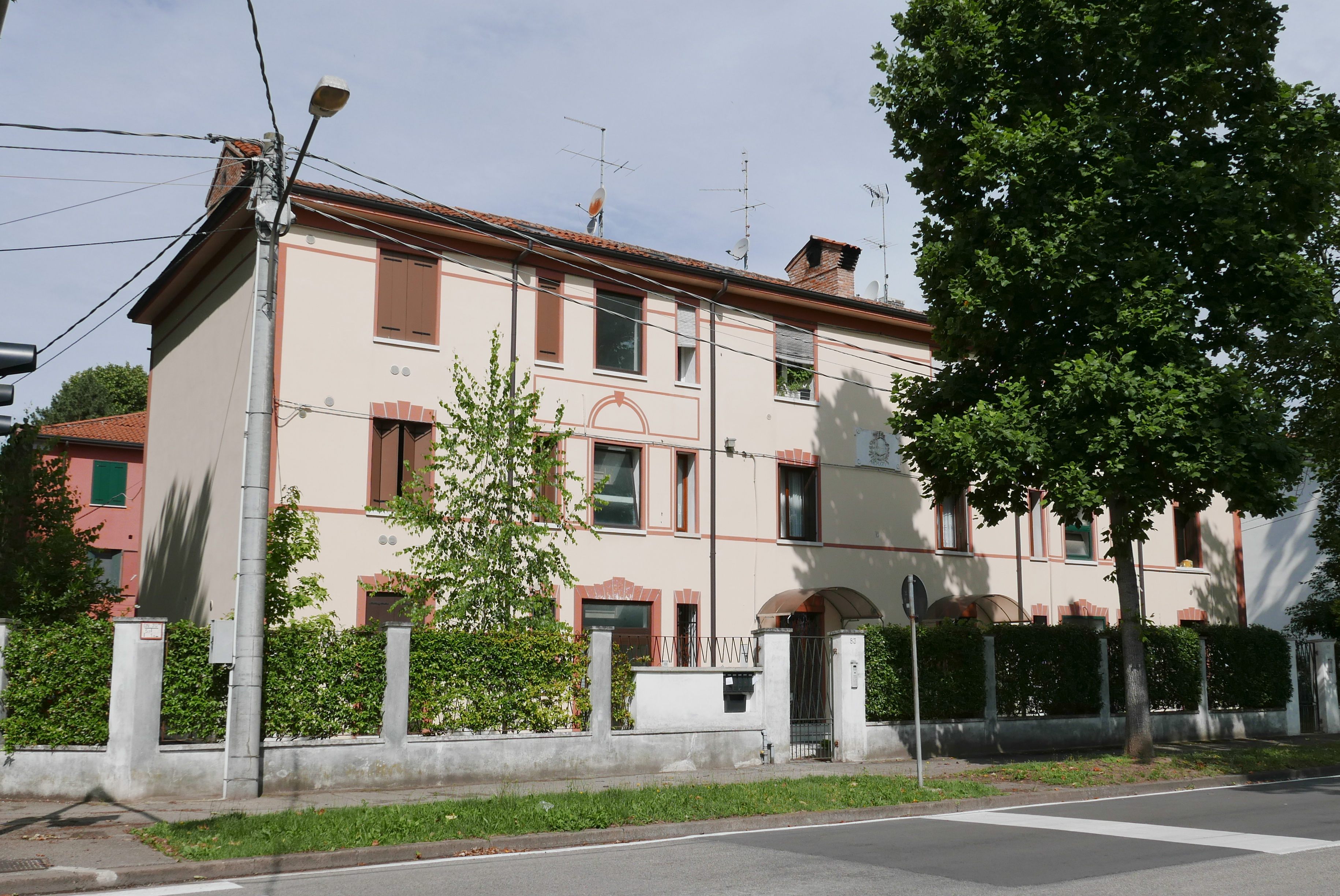
Case rosse

Essendo stato uno dei quartieri più danneggiati dalla seconda guerra mondiale, nel dopoguerra il Comune formulò un piano di insediamenti abitativi nella vasta zona di Piazza d'Armi; più tardi anche oltre viale Dal Verme. Per suscitare uno spirito di solidarietà nel quartiere che stava sorgendo, si formò un comitato spontaneo di cittadini, l'Associazione "Pro San Bortolo", ancora esistente.
Nel 1949 fu posta la prima pietra della nuova chiesa del quartiere, che nel 1957 divenne parrocchia autonoma, staccandosi da quella di San Marco posizionata nel Borgo Pusterla. Nello stesso anno venne eretta la Scuola elementare di via Prati, al confine con il quartiere Italia.

## Monumenti e luoghi d'interesse

### Edifici religiosi

#### Chiesa parrocchiale del Cuore Immacolato di Maria

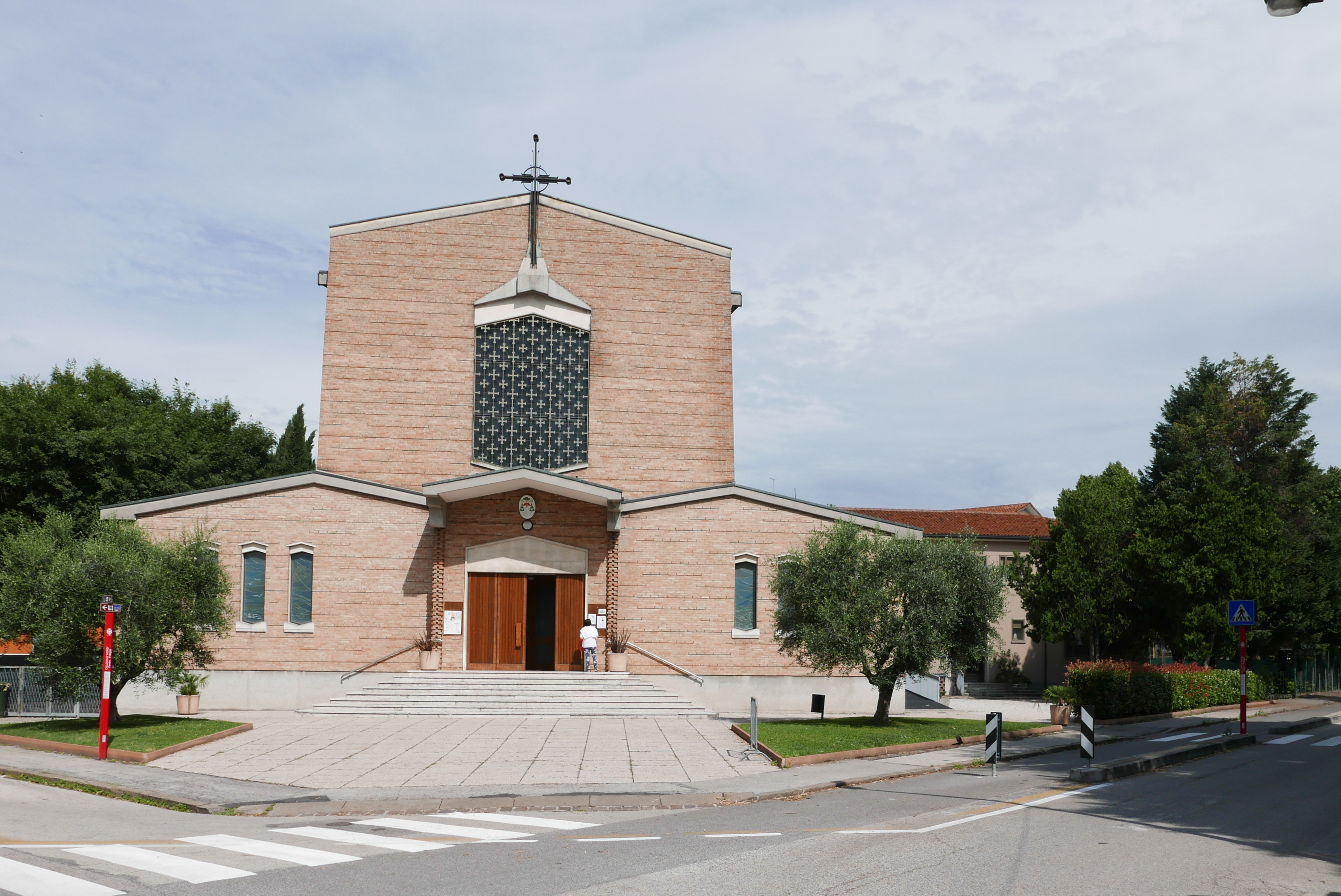
Chiesa parrocchiale del Cuore Immacolato di Maria

Dopo la costituzione della parrocchia nel 1957, si rese necessario creare un edificio adeguato alla popolazione del quartiere fortemente aumentata in quegli anni; nel 1962 fu elaborato un progetto dell'architetto Dino Serblin che comprendeva, oltre alla chiesa, anche le opere parrocchiali e la scuola materna.
L'edificio di linea modernista, mantiene elementi che rimandano all'architettura tradizionale, come la tripartizione della facciata, il mattone a vista, la linea delle cornici e le finestre strombate di forma esagonale, con i lati verticali allungati; al di sopra del portale d'ingresso un enorme finestrone, anch'esso esagonale, sovrastato da una grande croce di ferro. L'interno è valorizzato da vetrate colorate del pittore Pietro Modolo che lasciano passare una luce filtrata nel grande e unico ambiente della chiesa.

#### Ex chiesetta (o oratorio) di Sant'Antonino
La piccola cappella barocca fu costruita verso la metà del Settecento da don Callisto Pagello - canonico del convento di San Bartolomio ma uscitone nel 1683 - e dedicata a Sant'Antonio da Padova ma che, per le ridotte proporzioni della statua del santo ivi contenuta, veniva chiamata col diminutivo di "Antonino".
Di aspetto modesto, vi si accedeva mediante una scalinata di dieci gradini e un portoncino di legno sormontato da un timpano e una croce in stile barocco. Alla cappella erano annessi un basso edificio adibito a sacristia e un campaniletto con due arcatelle binate e la crocetta di ferro. All'interno un piccolo ambiente con alcune lastre tombali.
La chiesetta, oratorio privato ma anche di uso pubblico (era frequentata dagli abitanti del quartiere) fu demolita nel 1937. La statua del santo, scultura in pietra tenera opera di artista di bottega, eseguita fra il 1670 e il 1690, è conservata nel giardino di villa Trevisan.

#### Chiesa di San Martino al Ponte Marchese

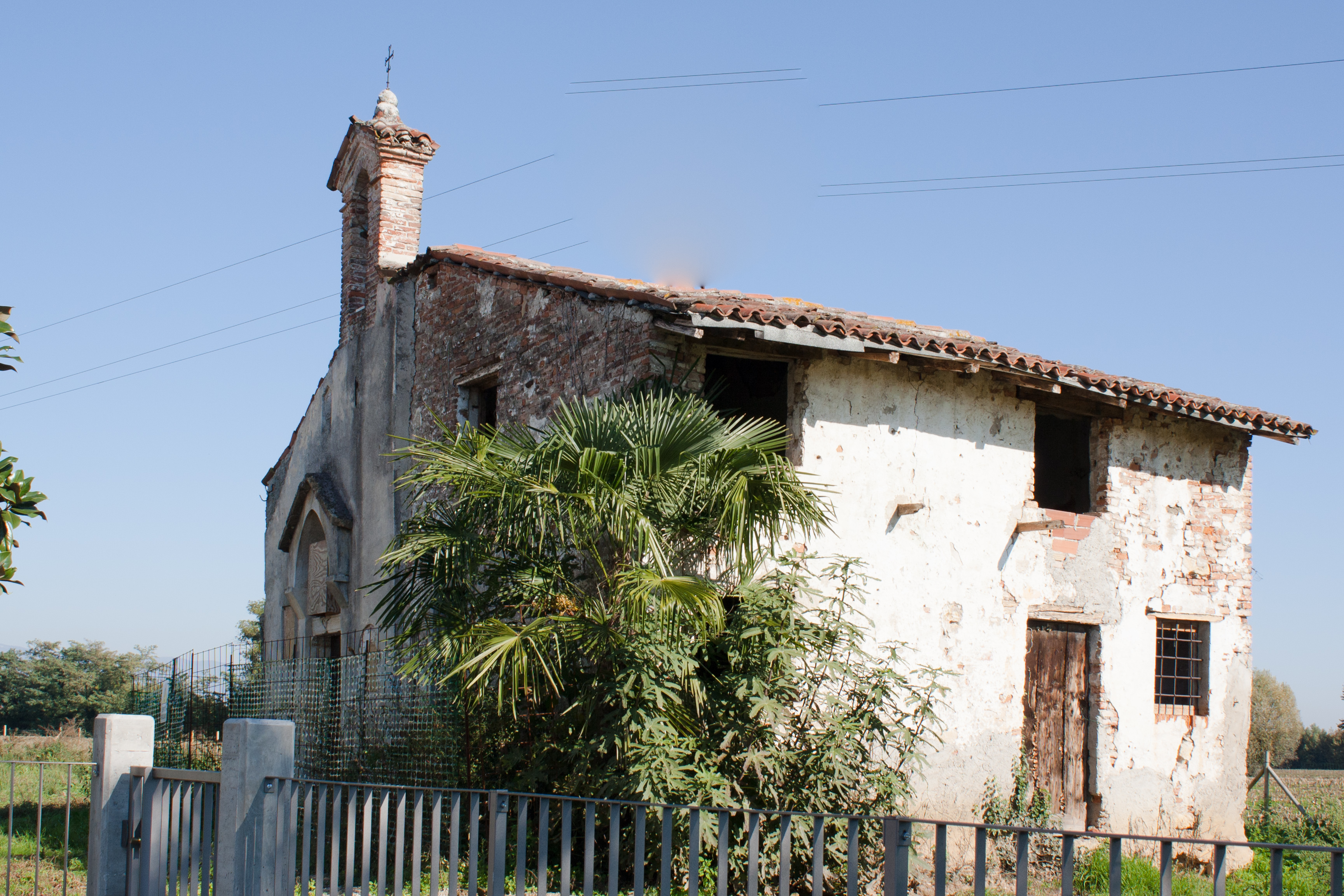
Chiesa di San Martino al Ponte del Marchese nel 2012, prima del suo restauro nel 2014-2015

Si trova al limite settentrionale del quartiere, in località Ponte Marchese.
Di questa cappella - che apparteneva alla pieve urbana, nella coltura di San Marco - non si conosce l'origine: forse risale al periodo longobardo, tutti gli storici, comunque, riconoscono l'antichità dell'edificio.
Nel Quattrocento, ormai cadente, la chiesa fu ristrutturata dalla famiglia Porto, che la ridusse di dimensioni, conservando l'aspetto di cappella rustica, e ne riservò una parte ad uso privato. Nel 2014-2015 è stata restaurata.

### Altro

#### Villa Trevisan

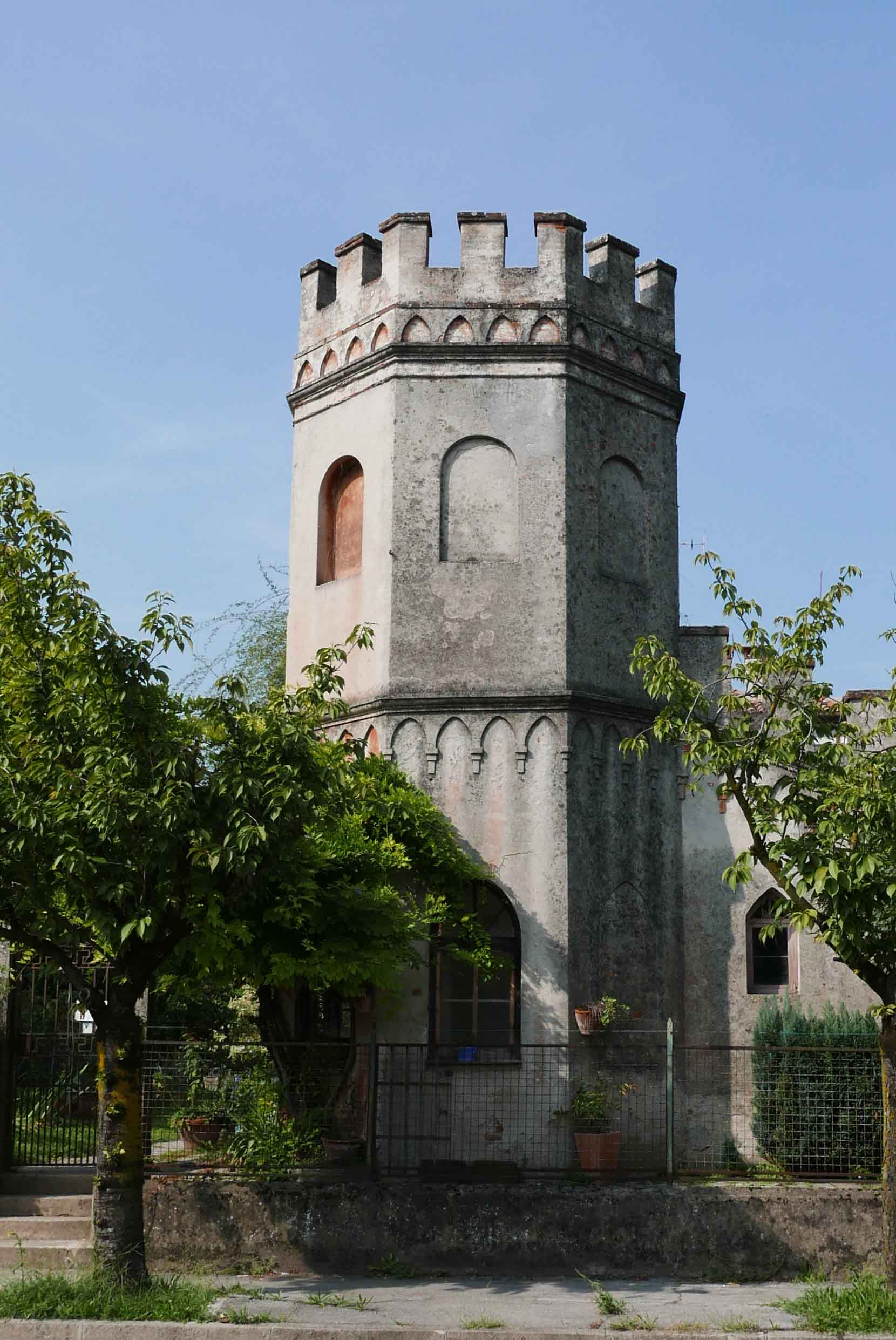
Colombara di villa Trevisan

Fu costruita probabilmente nel Seicento come casa di campagna fuori città che comprendeva una "pezza di terra arrativa piantà di viti et arbori". Nel corso dei secoli si succedettero come proprietarie diverse famiglie: Arsiero, Barbaran, Pagello, Facchin, Piovene Porto Godi, Piccoli, Avesani Dal Monte, finché nel 1903 fu acquistata dalla famiglia Trevisan, attuale proprietaria.
Di fianco alla villa una colombaia a forma di torre, che veniva usata come deposito di attrezzi e per animali. Nel giardino, ricco di alberi secolari, vi è un vigneto di origine francese, il "Fortignon", unico nel vicentino; in un angolo l'antica statua di sant'Antonino, recuperata dalla chiesetta demolita.

#### Caserma Gen. Antonio Chinotto

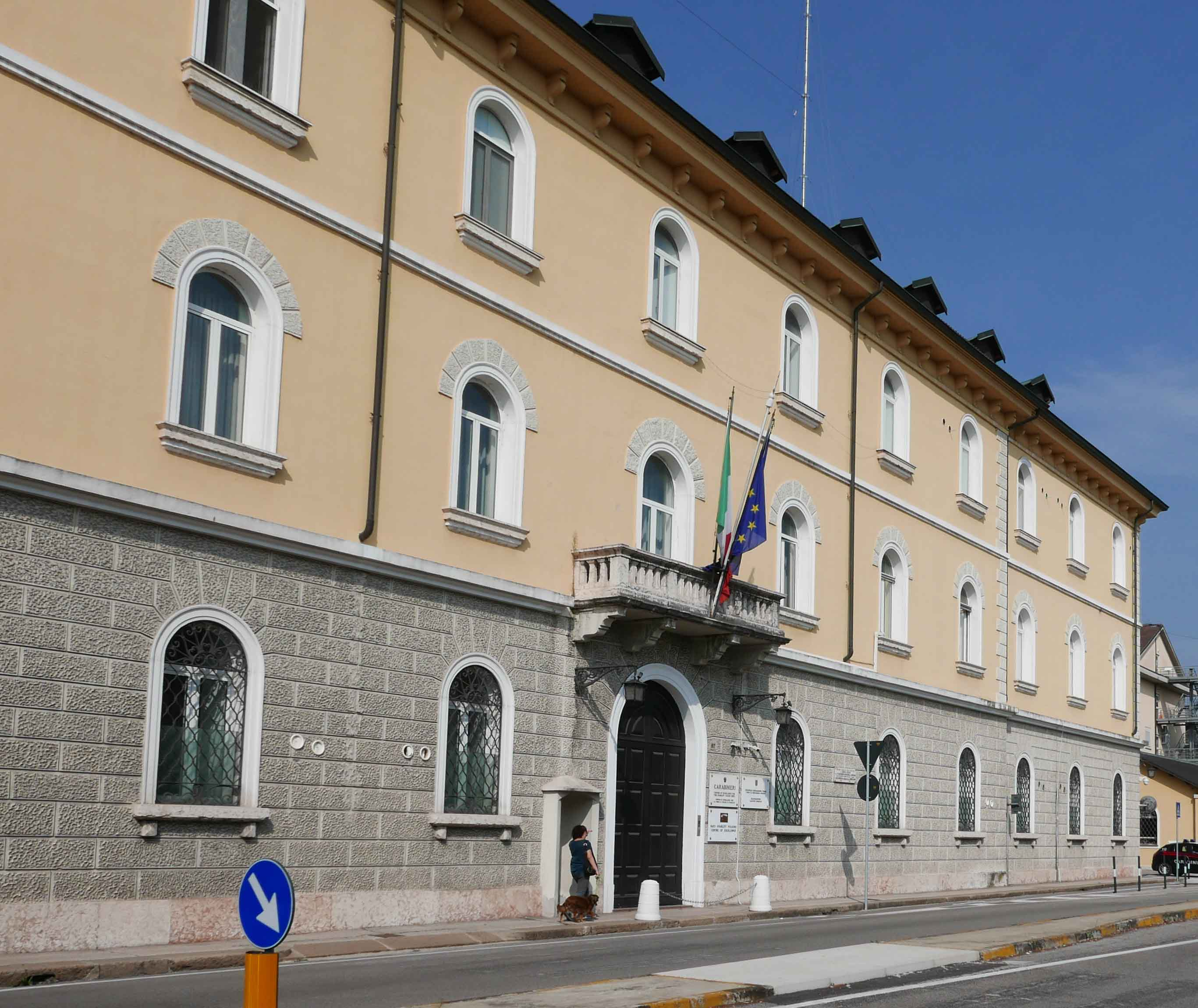
Facciata della Caserma Chinotto

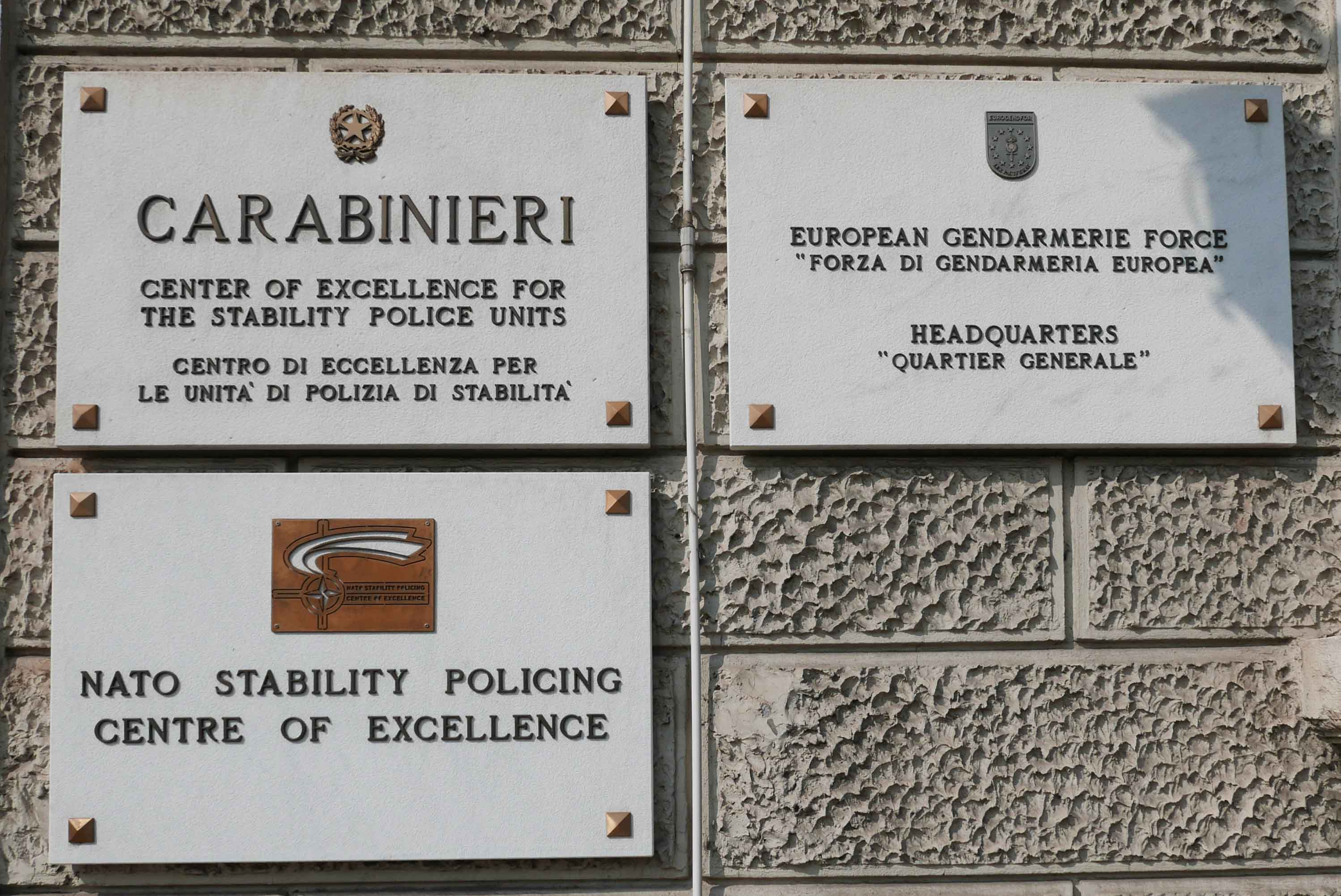
Targhe

Costruita agli inizi del Novecento, fu sede della Brigata missili "Aquileia", poi ancora della Scuola sottufficiali dei Carabinieri e ora diventata sede del CoESPU (Centro di eccellenza per le Unità di polizia di stabilità (Center of Excellence for Stability Police Units, CoESPU)) e della Forza di gendarmeria europea).

#### Lavatoi pubblici
Il quartiere è caratterizzato da quattro gruppi di lavatoi pubblici in via Boffalora, via Durando, via Marsala e strada della Cresolella, costruiti dal Comune negli anni trenta per dare alle famiglie delle case popolari la possibilità di lavare i panni senza doversi recare fino al Bacchiglione. Vennero utilizzati fino agli anni sessanta, quando nelle case si diffusero le lavatrici.

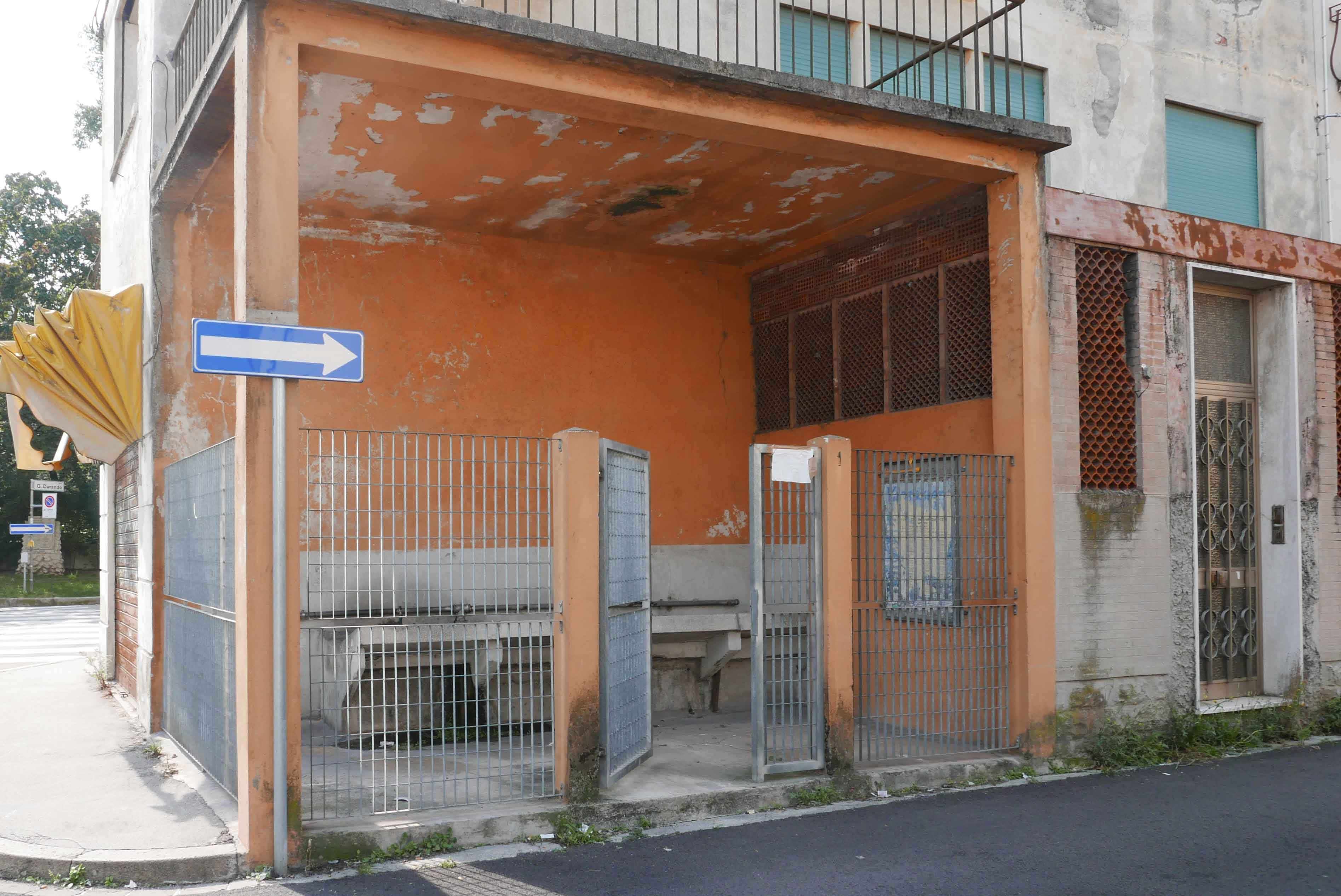
Lavatoi di via Marsala
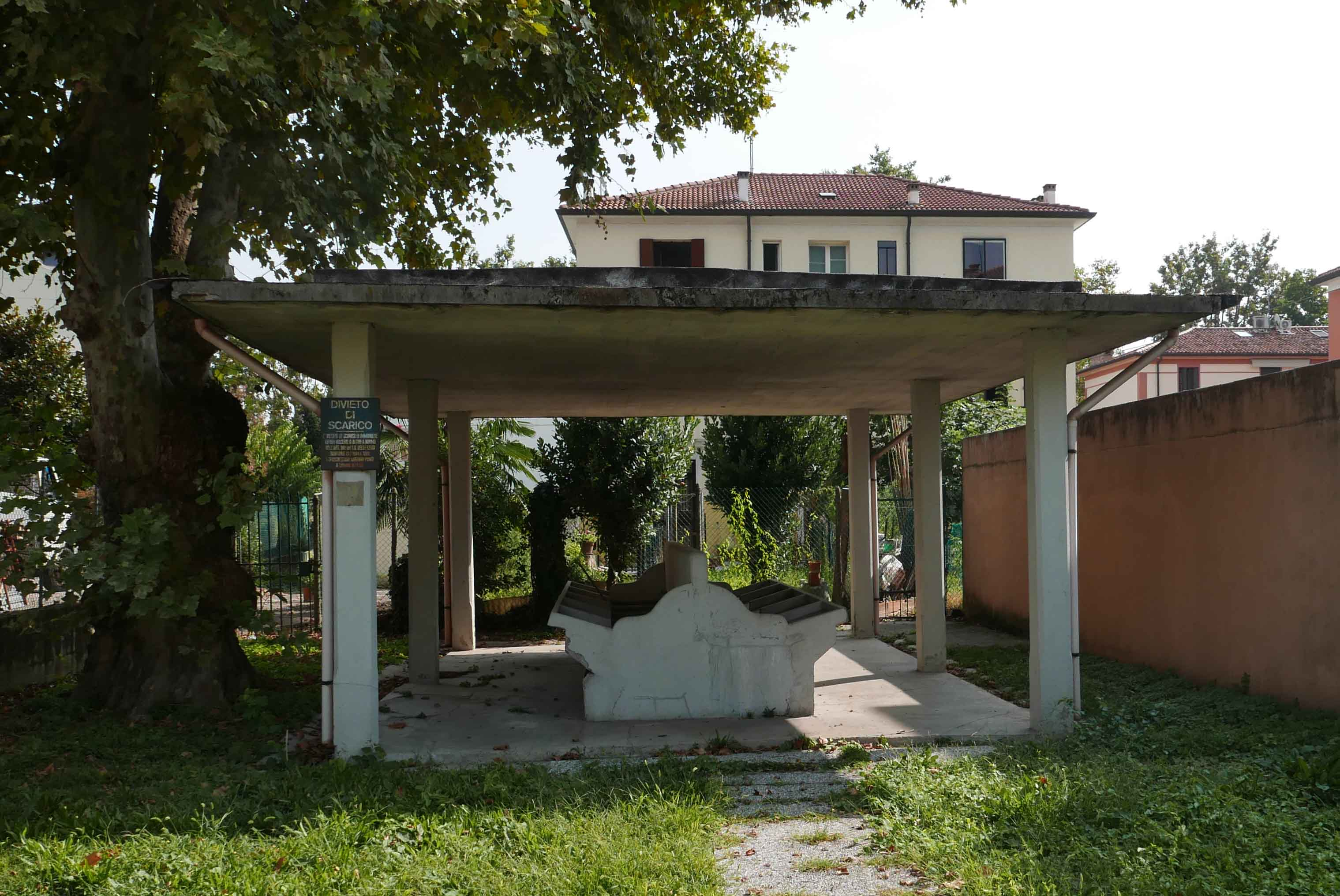
di via Durando
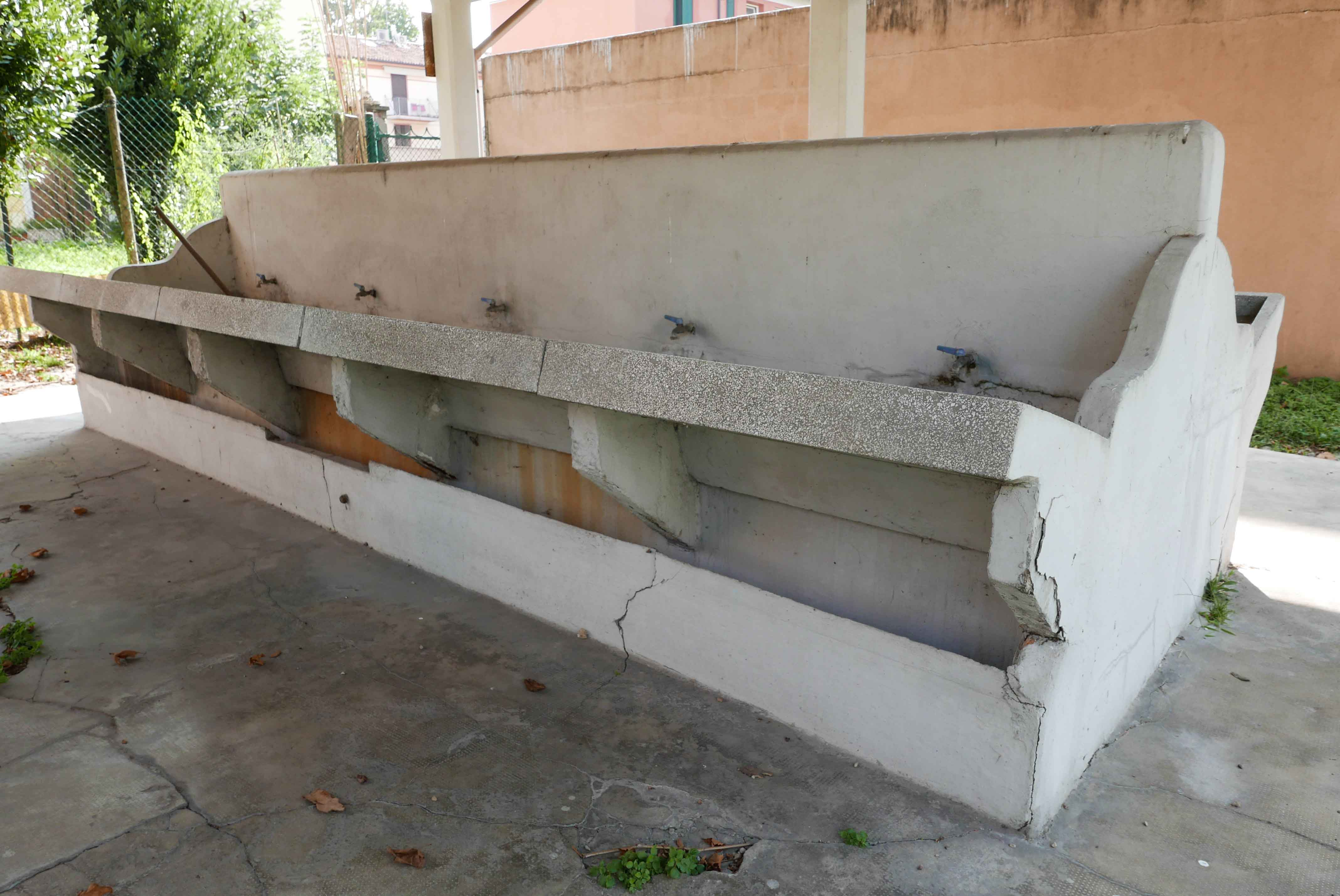
di via Durando